# 122号線 (チェコ)
チェコ国鉄122号線、別名プラハ・スミーホフ～ホスチヴィツェ～ルドナー・ウ・プラヒ線（チェコ語;Železniční trať Praha-Smíchov – Hostivice – Rudná u Prahy）は、チェコ国鉄の鉄道線の名称である。
プラハ～ホスチヴィツェ間は1872年にブシチェフラド鉄道の路線として、ホスチヴィツェ～ルドナー間は1873年にプラハ・ドゥフツォフ鉄道の路線として開業した。「プラハのゼンメリング鉄道」の異名を持つ路線である。

## 運行形態(平日)
- クラロヴィツキー・リフリーク号：　プラハ本駅 - ホスチヴィツェ - クラロヴィツェ　【年5日運行】　　※鉄道旅行者クラブ交通による運行
季節限定で、年5日に限り、一日1往復運行する。ホスチヴィツェ以西は120号線に直通する。途中、スミーホフ、ズリチーン、ホスチヴィツェに停車する。
2025年度より運行開始予定。

- (プラハ本駅 - ) スミーホフ - ルドナー
スミーホフ - ホスチヴィツェは1 - 2時間に1本、ホスチヴィツェ - ルドナー間は2時間に1本の運行。プラハ本駅は深夜の1往復のみが直通する。全列車各駅に停車する。
過去の運行形態
2014年8月以前は、ホスチヴィツェ～ルドナー間に列車が運行されておらず、またプラハ・スミーホフ・ナ・クニージェチー駅発着であった。
2014年9月以降、ルドナーへの運行を開始した。
2016年末に、プラハ側がプラハ本駅発着となった。また、2017年度のみ、早朝片道2本、ヴルショヴィツェ→ホスチヴィツェ→ストルジェドクルキの系統が運行され、この列車はスミーホフ - ズリチーン間ノンストップで運行し（うち1本はスミーホフ、サドヴァーも通過する）、121号線に直通していた。
2017年末に、一日1往復が120号線直通となった。この列車は一部駅を通過していた。
2020年末に、120号線直通列車が休止となった。
2024年度より、一日1往復を除き、プラハ側の起点がスミーホフに変更された。

## 運行形態(休日)
- ツィクロフラーチェク号：　プラハ - ホスチヴィツェ - ズロニツェ/スラニー　【春・夏の土曜・休日運行】
一日2往復の運行。うち1往復がプラハ本駅、残り1往復がスミーホフ発着となる。ホスチヴィツェ以西は121号線に直通する。
過去の運行形態
2016年末に運行開始。当時は2往復ともプラハ本駅発着であった。当時はイノニツェを通過していた。
2019年以降、イノニツェとサドヴァーに停車する様になった。
2023年度より、サドヴァー通過となった。
2024年度より、1往復がスミーホフ以西の運行に短縮された。

- プラジュスキー・モトラーチェク号：　プラハ本駅 - ズリチーン　【土曜・休日運行】　※鉄道旅行者クラブ交通による運行
一日4往復、概ね2時間間隔での運行。

- (プラハ本駅 - ) スミーホフ - プラハ - ルドナー
全線で2時間に1本の運行だが、ズリチーン～ホスチヴィツェ間は区間運行の便があり、毎時1本運行される。スミーホフ以東、プラハ本駅へは深夜の一日1往復のみが直通する。
過去の運行形態
2014年8月以前は、ホスチヴィツェ～ルドナー間に一日2往復しか列車が運行されていなかった。また、プラハ・スミーホフ・ナ・クニージェチー駅発着であった。
2014年9月より、ホスチヴィツェ以西が増発され、2時間に1本の運行となった。
2017年度より、プラハ本駅発着となった。
2024年度より、一日1往復を除き、プラハ側の起点がスミーホフに変更された。

- 過去の運行系統
  - プラハ本駅 - ホスチヴィツェ - クラドノ
2017年末に設定され、一日あたり平日1往復、休日1.5往復運行していた。ホスチヴィツェ以西は120号線に直通していた。途中、ジヴァホフ、イノニツェ、ストドゥールキを通過していた。
2020年末に、クラドノ発プラハ行の片道1本のみに減便された。
2021年末に休止。

### 臨時列車
- 蒸気機関車（特急）：　プラハ本駅 - ホスチヴィツェ - ルジナー
年4日のみ、一日1往復運行する。ホスチヴィツェ以西は120号線に直通する。122号線内の途中停車駅はズリチーンのみ。2018-20年運行。
2019年は、年5日の運行であった。

- 「フルバターとセンメリングで」イベント列車：　スミーホフ → ルドナー → ホスチヴィツェ → スミーホフ
年に4日、一日片道2本のみの運行。ルドナー以南は173号線から直通する。途中、ホスチヴィツェ、ズリチーンに停車し、スミーホフ駅北ホーム→スミーホフ駅の順に停車する。2018,19年運行。

## 過去の運行種別
- 快速「スピェシニー(Sp)」
2015年12月に運行開始。早朝のみ、プラハ・ヴルショヴィツェ→ホスチヴィツェ→ストルジェドクルキの系統が片道1本運行し、ホスチヴィツェ以北は121号線に直通していた。2016年末のダイヤ改正で土曜日運休となり、普通に格下げされたが、スミーホフ通過となり停車駅は減少した。

## 駅一覧
以下では、チェコ国鉄122号線の駅と営業キロ、停車列車、接続路線などを一覧表で示す。
- 種別
  - CH：ツィクロフラーチェク号
  - Os：普通
- 停車駅
  - ■印：全列車停車
  - ●印：一部通過
  - ｜印：全列車通過

| 路線名 | 駅名                                                  | 駅間営業キロ | 累計営業キロ        | 累計営業キロ      | CH | Os | 接続路線 | 所在地         | 所在地     |
| ------ | ----------------------------------------------------- | ------------ | ------------------- | ----------------- | -- | -- | --- | -------------- | ---------- |
| 170    | プラハ本駅                                            | -            | ズリチーン先行 -4.1 | ルドナー先行 48.6 | ■  | ■  | 010号線（オロモウツ方面） 070号線（ボレスラフ方面）、090号線（ベルリン方面） 120号線（クラドノ方面） 210号線（ヴラネー方面）、221号線（ブヂェヨヴィツェ方面） 地下鉄C線（ラードヴィー方面、ハーイェ方面） | プラハ市       | プラハ市   |
| 122    | プラハ・スミーホフ・ナ・クニージェチー駅(廃止)        | -            | 0.1                 | 44.5              |    |    | 地下鉄B線（ストドゥールキ市街方面、チェルニー・モスト方面） ※アンヂェル駅より発車 | プラハ市       | プラハ市   |
| 122    | プラハ・スミーホフ北ホーム(*1)                        | 4.7          | 0.6                 | 43.9              | ■  | ■  | 171号線（ベロウン方面）173号線（フルボチェピ方面） 地下鉄B線（ストドゥールキ市街方面、チェルニー・モスト方面） ※以上、プラハ・スミーホフ駅より発車                                                        | プラハ市       | プラハ市   |
| 122    | ジヴァホフ駅                                          | 5.6          | 5.6                 | 38.9              | ｜ | ■  | | プラハ市       | プラハ市   |
| 122    | イノニツェ駅                                          | 2.7          | 8.3                 | 36.2              | ■  | ■  | | プラハ市       | プラハ市   |
| 122    | チブルカ駅                                            | 2.0          | 10.3                | 34.2              | ■  | ■  | | プラハ市       | プラハ市   |
| 122    | ストドゥールキ駅                                      | 1.6          | 11.9                | 32.6              | ｜ | ■  | | プラハ市       | プラハ市   |
| 122    | ズリチーン駅                                          | 3.4          | 15.3                | 29.2              | ■  | ■  | | プラハ市       | プラハ市   |
| 122    | ホスチヴィツェ・サドヴァー駅（2014年9月開業）         | 2.7          | 18.0                | 26.5              | ｜ | ■  | | 中央ボヘミア州 | 西プラハ郡 |
| 122    | ホスチヴィツェ駅                                      | 1.6          | 19.6                | 24.9              | ■  | ■  | 120号線（ヴェレスラヴィーン方面、クラドノ方面） 121号線（ストルジェドクルキ方面） | 中央ボヘミア州 | 西プラハ郡 |
| 122    | ホスチヴィツェ・ウ・フルジビトヴァ駅（2014年9月開業） | 2.4          | 22.0                | 22.5              |    | ■  | | 中央ボヘミア州 | 西プラハ郡 |
| 122    | ホスチヴィツェ・リトヴィツェ駅                        | 1.4          | 23.4                | 21.1              |    | ■  | | 中央ボヘミア州 | 西プラハ郡 |
| 122    | ヒーニェ駅（2014年9月開業）                           | 1.9          | 25.3                | 19.2              |    | ■  | | 中央ボヘミア州 | 西プラハ郡 |
| 122    | ヒーニェ南駅（2014年12月開業）                        | 1.0          | 26.3                | 18.2              |    | ■  | | 中央ボヘミア州 | 西プラハ郡 |
| 122    | ルドナー・ウ・プラヒ駅                                | 2.3          | 28.6                | 15.9              |    | ■  | 173号線（ベロウン方面、フルボチェピ方面） | 中央ボヘミア州 | 西プラハ郡 |

(*1) ヴルショヴィツェ駅までは、短絡線経由で3.7km。なお、2023年4月以降廃止され、スミーホフ駅に統合される予定。